# Attila Nagy (actor)
Attila Nagy (n. 12 februarie 1933, Pácin, Districtul Cigánd, Borsod-Abaúj-Zemplén, Ungaria – d. 13 mai 1992, Budapesta, Ungaria) a fost un actor și regizor maghiar, dublu laureat al Premiului Mari Jászai, distins cu titlul de artist emerit.

## Biografie

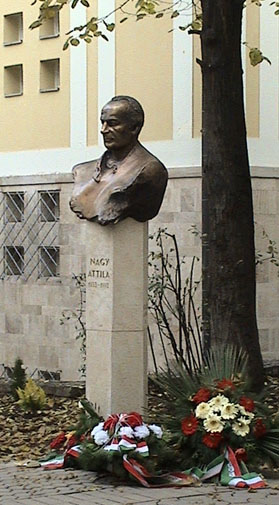
Statuia lui Attila Nagy (realizată de Géza Balogh) în curtea Teatrului Național din Miskolc.

A absolvit în 1955 Academia de Teatru și Film din Budapesta, după care a fost angajat la Teatrul Național din Miskolc. În perioada Revoluției Maghiare din 1956 a fost președintele Uniunii Muncitorilor din județul Borsod-Abaúj-Zemplén, iar din acest motiv a fost arestat pe 9 martie 1957 și condamnat pe 4 iulie 1958 la 12 ani de închisoare - deși procurorul a cerut condamnarea la moarte -, fiind amnistiat în cele din urmă în 1961 și eliberat din închisoare. În 1962 a fost angajat ca actor și regizor la Teatrul Petőfi din Veszprém. Între anii 1964 și 1969 a făcut parte din trupa Teatrului Thália din Budapesta, iar din 1969 până în 1971 a jucat la Teatrul Național din Szeged. În 1971 s-a întors la Teatrul Thália, unde a rămas până în 1986. A activat apoi la Teatrul József Katona din Kecskemét ca actor și regizor (din 1986) și ca director artistic (1988-1990).

## Familie
Prima lui soție a fost actrița Erzsi Galambos, cu care nu a avut copii. După divorț s-a recăsătorit cu actrița Dalma Lelkes. A jucat cu cea de-a doua soție și cu fiica lor, Ági, într-un spectacol muzical de televiziune intitulat Plus. S-a căsătorit a treia oară cu medicul cardiolog Ágota Radeczky, cu care a avut un fiu, Attila

## Activități publice și politice
Începând din 1990 și până la moarte a fost parlamentar al Partidului Socialist Maghiar.

## Roluri în teatru
- József Katona: Bánk Bán....Bánk (1956 - Teatrul Național din Miskolc)
- Williams: A vágy villamosa....Stanley
- Shakespeare: Othello....Jago
- Arthur Miller: Pillantás a hídról....Eddie Carbone
- Beckett: Așteptându-l pe Godot....Estragon
- István Örkény: Tóték....Tót
- Imre Madách: Tragedia omului....Ádám
- Ferenc Karinthy: Házszentelő....Gyulafy
- Graham Greene: A csendes amerikai....Fowler
- Aitmatov–Elbert J.–Kazimir K.: Az évszázadnál hosszabb ez a nap

## Piese de teatru regizate
- Shakespeare: Othello
- László Németh: A szörnyeteg
- László Németh: Az írás ördöge
- Imre Madách: Tragedia omului

## Filmografie

### Filme de cinema
- Hintónjáró szerelem (1954)
- A szélhámosnő (1963)
- Asszony a telepen (1963)
- Utolsó előtti ember (1963)
- Fotó Háber (1963)
- A kőszívű ember fiai I-II. (1964)
- Fény a redőny mögött (1965)
- Szegénylegények (1965)
- Büdösvíz (1966)
- Fügefalevél (1966)
- Édes és keserű (1966)
- Sellő a pecsétgyűrűn I-II. (1967)
- Kötelék (1967)
- Alfa Rómeó és Júlia (1968)
- Volt egyszer egy család (1971)
- Kakuk Marci (1973)
- Labirintus (1976)
- A Csillagszemű I-II. (1977)
- Kinek a törvénye? (1978)
- Októberi vasárnap (1979)
- Kojak la Budapesta (1980)
- Az évszázad esküvője (1985)

### Filme de televiziune
- Az asszony beleszól (1965)
- A 0416-os szökevény (serial TV, 1970)
- Tizennégy vértanú (1970)
- Vidám elefántkór (1971)
- Aszfaltmese (1971)
- Rózsa Sándor (serial TV, 1971)
- Egy óra múlva itt vagyok… (1971)
- A fekete város 1-7. (1971)
- Sólyom a sasfészekben (1973)
- Dorottya (1973)
- Uraim, beszéljenek! (1974)
- Ki van a tojásban? (1974)
- Szépség Háza (1975)
- Beszterce ostroma 1-3. (1976)
- Nyúlkenyér (1977)
- Abigél 1-4. (1978)
- Megtörtént bűnügyek (serial TV, 1978)
- Az elefánt (1978)
- Wiener Walzer (1979)
- Szetna, a varázsló (1980)
- Századunk (1981)
- Holtak hallgatása - Requiem egy hadseregért (1982)
- Éjszaka (1989)

## Premii
- Premiul Mari Jászai (1966, 1975)
- Premiul Kazinczy (1980)
- Artist emerit (1983)